# 南开大学周恩来政府管理学院
南开大学周恩来政府管理学院，简称“政府学院”、“周政学院”，于2004年5月在南开大学八里台校区成立，2015年迁往南开大学津南校区，由南开大学政治学系、行政管理系、国际关系系和公共管理中心、社会管理硕士中心等组建而成，以南开大学首批入学校友、中华人民共和国开国总理周恩来的名字命名。现任院长为吴晓林，名誉院长为原外交部长李肇星。

## 历史
南开大学周恩来政府学院的历史可以追溯至成立于1923年的私立南开大学政治学系，1952年全国院系调整时被取消，1984年重建。
2023年，周政学院社会学系析出，成立南开大学社会学院并获得首笔捐款。

## 学科
南开大学周恩来政府管理学院涵盖政治学、公共管理学、民族学3个一级学科。